# Daniel Riberzani
Daniel Riberzani est un artiste peintre français de figures, nus, paysages, natures mortes, cartons de tapisseries, né le 15 avril 1942 à Paris.
Il a personnellement exposé ses œuvres à partir de la fin des années 1960, régulièrement en France et aux États-Unis.
Dans le domaine de la tapisserie, il a également participé à de nombreuses expositions en France et à l'étranger. On peut citer notamment : en 1984, Histoire d'une Tapisserie, au Musée départemental de la Tapisserie à Aubusson ; en 1985 au Musée des Beaux-Arts d'Arras et à Montreux, dans le cadre de l'exposition Les Chefs-d'œuvre d'Aubusson ; en 1985 et 1986 dans le cadre de l'exposition La Tapisserie en France ; en 1992, à l'Espace Carpeaux ; en 1995, à Avallon et Orléans, etc.
Ses œuvres sont présentes dans les collections publiques françaises (Mobilier National, Paris ; Cité internationale de la tapisserie d’Aubusson ; Fonds national d'art contemporain, Paris ; Fonds régional d'art contemporain de Basse-Normandie…).
II a enseigné aux Ateliers Beaux-Arts de la ville de Paris de 1995 à 2008.

## Biographie
Daniel Riberzani, né dans une famille ouvrière en 1942, quitte l'école à 14 ans : son professeur de dessin ayant remarqué ses capacités artistiques, a en effet convaincu ses parents de l'inscrire à l’École des arts appliqués où, de 1959 à 1961, il apprendra entre autres l'accord des couleurs et l'histoire de l'art.

### Années 1960: objets, personnages, poissons
À partir de 1964, il fait partie du « Groupe du 97 » composé de peintres au style de figuration différent, groupe également amical, avec : P. Bezard, F. Brandon, M. Four, G. Lecloarec, D. Sciora, M. Tarazona.
Dès 1967, il participe à de nombreux salons, expositions personnelles et Collectives en France et a l’étranger. Dans ses expositions personnelles, régulièrement se confrontent ses peintures, ses dessins, tapisseries et estampes.
En 1969, il prend part à des manifestations de groupe aux États-Unis, en Irlande, au Canada, en Allemagne et au Japon. En 1976, il participe au Comité de la Jeune Peinture.
Ses œuvres des années 1960 se focalisent sur des thèmes successifs : vélos et machines caractérisés par des couleurs vives et acides en vue de créer un climat irréel autour d'objets anciens précisément restitués (1964-1965), objets et poissons avec les mêmes effets polychromiques (1965-1966), personnages et églises aux couleurs accordées (1966-1967), poissons et anguilles (1967-1968).
La fin des années 1960 et le début des années 1970 voient émerger des séries de nus et peintures érotiques. Les nus roses sont une série de peintures influencée par l'école de Fontainebleau, référence à une peinture classique mais différente dans la façon de traiter le thème du nu, par des poses inhabituelles et ambiguës, univers coloré qui va du rouge vif carmin aux violets forts en passant par des roses camaïeux.

### Années 1970: nus, paysages, natures mortes
Dans les années 1970, après la série d'huiles sur papier érotiques, Riberzani comme à son habitude, change de thème, de technique et de support.
Il développe ensuite une série de paysages bleus et verts (l'été sans personnage) : dans ces paysages, de nouveaux matériaux interviennent : pâte plastique pour la terre, paille véritable solidifiée pour les blés et les foins, sable fin... Toutes ces matières ont été peintes à l'acrylique ou à l'huile. Le modelé des collines et des autres éléments composants ces sites est dépouillé, étiré, avec toujours la préoccupation de l'artiste de réaliser des compositions rigoureuses, très cadrées. Les couleurs se veulent pures et symboliques : jaunes de cadmium, verts permanents, bleus outremer et cobalt... Ces paysages bleus et verts font l'objet d'expositions.
Entre 1979 et 1981, il peint une série de toiles sur le thème de la nature morte revisitée avec des œuvres comme  La Grande raie et ses fans  (1981),  Les Carnassiers  (1981). IL relie ses natures mortes aux Vanités du XVIIe siècle et d'après la galeriste et conférencière au Musée d'Art moderne de la Ville de paris, Suzanne de Coninck, « cette liaison résulte de la prise en compte de la question de l'être et du non-être et révèle leur médiation obligée : l'instinct de re-production. De la vie comme de la peinture. Eros contre Thanatos. La toile Face à face, par exemple, montre une série de légumes allongés qui sont autant de symboles phalliques confrontés à une moitié de pastèque, métaphore du sexe féminin. L'ensemble des peintures de la série peut être lu sur cette base (...). C'est paradoxalement, cette mise au jour d'une dimension refoulée qui rend les natures mortes de Riberzani particulièrement vivantes comme l'ont souligné certains commentateurs de ses expositions ».

### Années 1980: tapisserie et «Paysages-Événements»
En 1982, il est accueilli à l’École nationale d'art décoratif d'Aubusson, comme premier boursier d’un plan de relance de la tapisserie mis en place par Jack Lang, afin de pouvoir travailler à la réalisation de tapisseries d'Aubusson et à la Manufacture des Gobelins. À partir de 1983, il peut ainsi créer des cartons pour des œuvres monumentales, telles :  La rencontre du cannibale et des carnassiers en 1983 ; La grande raie bouclée en 1984 ; Traces en 1988 ; L'histoire du monde ; La Musique et la Danse en 1991, réalisation de 160 m² pour l'Espace Carpeaux de Courbevoie par les ateliers Pinton, une des plus grandes au monde,.
Selon Daniel Riberzani : « L'aventure de la tapisserie m'a rend plus audacieux, elle m'a obligé à être plus économe du point de vue des formes, à voir plus vaste dans les compositions et les formats, moins hésitant dans les accords de ton et plus généreux dans la couleur. » Naturellement la tapisserie l'a en effet conduit d'un travail individuel, solitaire, à un travail collectif : « Quelle jubilation, quel bonheur de travailler, et pour soi et pour les autres, et avec les autres ! La peinture est un dur travail solitaire, la tapisserie, une aventure collective qui est peut-être le garde-fou du peintre. » Les tapisseries et œuvres tissées requièrent la collaboration entre lissiers et artistes, les thèmes intemporels de ses tissages chargés de symboles sur l'histoire de l'univers et de l'humanité, les destinent principalement à des lieux publics.
Ses allers-retours entre peinture et tapisserie, lui permettent d’interroger formes et couleurs dans des compositions peintes ou tissées qui se complètent et s’enrichissent de leurs acquis respectifs. Dans les années 1980, a lieu le tissage de la Grande Raie bouclée à la Manufacture nationale des Gobelins, dont un retissage est entrepris à Aubusson pour le compte d’un collectionneur en 2010.
Entre 1982 et 1988, il continue son œuvre de peintre avec la séries « Paysages-Événements », inspirée par les paysages de la Creuse, « où il casse ses peintures trop imitatives et sereines pour qu'il s'y passe... un événement» et où il tourne « autour des mythes et des récits légendaires essentiels », dans un « ressourcement dans la tradition, animé de toute la vivacité et d'ardeur d'un art (forme et couleur) pleinement contemporain ». Il poursuit son œuvre de peintre avec la série Peintures intimes, entre 1989 et 1992.
En 1987, la ville d’Hérouville-Saint-Clair lui commande la fresque « Les 4 éléments » pour un mur écran de l’Hôtel de Ville. De 1988 à 1993, il expose principalement à la Galerie de Francony. En 1989, la même ville lui commande ainsi qu’à dix-sept autres artistes pour la commémoration du bicentenaire de la révolution Française une fresque relative aux articles des droits de l’homme, avec le « Groupe du 97 » ainsi que Joël Hubaut, Pol Gachon, Gérard Fromanger. Les années 1980 consacrent la réputation d'un artiste alliant l'avant-garde au traditionnel.

### Années 1990: «Peintures intimes»
Dans les années 1990, Riberzani lance une nouvelle série de toiles peintes à l'acrylique, « Peintures intimes » : il travaille autour de son journal intime, reproduisant ses lunettes et stylos, outils et brouille les pistes en s'inspirant de ses méditations personnelles... L'histoire des Saints, entreprise au tout début de cette série, liée à son histoire engendre confusion et analogie. Il s'inspire ainsi de souvenirs heureux et douloureux, provoqués par des rencontres, des voyages, notamment à Rome, l'art baroque romain et ses églises, la sculpture du Bernin, les extases réalisées par celui-ci et leurs ambiguïtés : jouissance et mort. Daniel Riberzani aime l'expression spirituelle de Zurbaran, il admire les raccourcis temporels puissants d'Andrea Mantegna et conserve son suaire mais sans le Christ dont cependant il peint les pieds en reprenant la Pietà d'Enguerrand Quarton. L'humour n'est pas absent de ces compositions intimes. Pour le dominicain et écrivain Jacques Laval, Riberzani « sait que tout est fantastique » et « croit à la grandeur de l'ordinaire » : « Par son courage, son intense production qui se renouvelle sans cesse, mais avec la même gamme de rouges, de bleus, de verts, il nous empêche d'oublier notre dignité d'homme qui est de ne jamais nous habituer à rien, de toujours découvrir, d'oser avoir peu et compatir ».
Les dessins ont été réalisés spontanément dans l'urgence, la plupart d'après nature ont été projetés par épiscope directement sur la toile dans le noir, l'artiste ayant préparé sa palette à l'avance, il a dessiné et peint directement en suivant le dessin d'urgence projeté et agrandi, et en conséquence la toile réalisée a ce côté libre et débridé. Il peint tout son univers et très vite des mots interviennent dans les compositions, plus tard, des écritures rempliront tout l'espace de la toile, ses peintures alors deviennent également son journal intime, puis viennent les "Cartons peints" parsemés de mots énigmatiques raturés. Pour Gérard Denizeau, si le peintre « ne cesse de surprendre par sa faculté de renouvellement et l'originalité d'une facture lumineuse », les Peintures intimes « constituent un salutaire effort pour chasser les démons du moment » et Riberzani est un « artiste d'une absolue sincérité, un créateur inspiré, un témoin sensible et original des troubles contemporains ».
Il poursuit son œuvre de peintre avec les séries : Cartons peints, entre 1993 et 1994, et Écritures, entre 1994 et 1997.
De 1993 à 1999, le service des organisations artistiques du Conseil général des Yvelines lui commande des visuels pour ses festivals « Musique et architecture » ainsi que des expositions de peintures dans des lieux de la région et principalement dans la chapelle du château de Versailles et dans le domaine de Madame Élisabeth situé également à  Versailles en 1998.
À la fin des années 1990, le dictionnaire Bénézit peut écrire : « Daniel Riberzani semble avoir profité de la leçon du pop art dans son utilisation de larges aplats et de motifs silhouettés. Les vastes zones de couleurs sont souvent ponctuées de reliefs pris dans la masse de la couleur, et plus tard, de lettres et de mots jetés dans un désordre apparent et qu'il est inutile de vouloir déchiffrer. Ses références culturelles picturales nombreuses, allant de Botticelli aux nus « Matisséens » en passant par Brueghel, l’estampe japonaise, Mantegna, Le Caravage, les architectures baroques, entre autres, prennent un caractère tout à fait original dans leurs compositions tumultueuses aux couleurs lumineuses. Ce qu'écrit Gérard Denizeau à propos de ses Cartons peints : « La superposition allusive des plans et la confrontation de l'écrit avec l'aplat monochrome forment les deux termes d'une scintillante confrontation de formes et de couleurs », s'applique tout autant à ses Écritures ».
Pour Michèle Heng, maître de conférences en histoire de l'art contemporain à l'Université de Toulouse II : « La gamme couverte est large, des grandioses Paysages Evénements, référence à la cosmogonie originelle à l'univers familier des Peintures intimes, avec le symbolisme évident du stylo ouvert sur la page blanche ou les chaussures (...). Il est aisé de constater que le moteur de la création chez Riberzani se nourrit d'émotions et d'interrogations sur la vie, l'amour, la souffrance, la mort. Ainsi la série des Écritures est bien autre chose qu'une séduisante calligraphie. Il s'agit d'un véritable exorcisme pour Riberzani, le mot est plus fort que la figure, car il conserve son entier pouvoir d'évocation et de conjuration. Certains mots affleurent à peine, d'autres sont tronqués, on hésite à lire nourriture ou pourriture. Ces messages cryptés placent brutalement le spectateur attentif face à sa propre histoire. »

### Années 2000: tapisseries et dessins
En 2001, une tapisserie, Vox, est commandée par le questeur de l'Assemblée nationale à la galerie Inard en vue d’étoffer les collections contemporaines du Palais Bourbon,.
La même année, une exposition organisée à l' met en avant « une œuvre faite d'opposition de couleurs, de mots, d'inversion des signes, d'alternances nous évoque toute l'intrication entre réalités et rêves, entre les désirs, le plaisir, la tendresse et la souffrance. Il s'agit d'un mélange d'intimité, de pudeur et d'expression collective. C'est une œuvre de fusions entre l'artiste et son environnement. C'est un temps de découverte et d'intégration des deux principes de la Vie et de la Mort. Riberzani a pris le risque de révéler ses ambivalences au risque d'apparaître faible. Mais quelle force d'assumer ses limites ! Cette abstraction qu'est l'œuvre artistique est cependant le témoin d'une profonde et admirable humanité. »
Durant les années 2000, Riberzani expose essentiellement des dessins. À partir de 2005, il entreprend une série de dessins et pastels, sur le « Nu » ou « Corps Vulnérables ».
Il s'essaie aussi à la photographie où selon le photographe Armand Vial il retient de son travail de peintre le concept de cadrage : « Sélectionner à l'intérieur d'un espace des sujets ou des fragments de sujet, apparemment disparates, les composer et rejeter hors de la fenêtre carrée ce qui n'est pas soustrait au temps profane, voici bien un acte photographique, une autre façon d'être au monde. »

### Années 2010 et 2020: «Nus politiques» et vitraux
Dans les années 2010, il s’intéresse au vitrail et commence en 2013 et 2014, la série de  toiles « Natures mortes Sentimentales » et continue la série des dessins sur le « Nu ».
En 2012, une grande partie de ces dessins ont été nommés « Nus politiques », et sont devenus plus explicites, l'artiste ayant ajouté de mots d'ordre, des déclarations référencées dans la mémoire collective de l'époque ; cela concerne les pouvoirs politiques, leurs actions et la « crise financière toxique ». D'autres dessins ont été caractérisés par l'expression commune : « C'est le corps qui parle ».
Pour l'historien d'art Michel Dupré, « ce que ces dessins offrent au regard peut être compris comme une mise en image de corps vivants dépouillés des oripeaux académiques, esthétiques, idéologiques, qui, jusqu'à ce jour, ont habillé le Nu pour masquer ce qu'il dévoile de la réalité. À cet égard, pour Daniel Riberzani, le Nu doit endosser un rôle actif ancré dans les tourments d'un quotidien délaissé, afin de devenir porteur d'un discours qui véritablement prend corps dans et par le dialogue muet entre les deux acteurs dans le silence de l'atelier, dont, paradoxalement, l'isolement devient propice à l'émergence de ce que dans le corps de chacun, peintre, modèle, spectateur, peut produire de discours social et politique ».
L'année 2013 donne lieu aux « Natures mortes » sentimentales au travers desquelles Riberzani rend hommage à sa bien-aimée.
En 2015, il travaille sur les cartons de la série « Paysages - Événements (1982-1988) », en particulier les Quatre éléments : La Terre, L'Eau, L'Air, Le Feu.
En 2016, il prépare plusieurs expositions à Aubusson et à Rancon (Haute-Vienne).
De 2018 à 2021, Daniel Riberzani travaille sur une série de cartons et de toiles : « Mots en peintures ».
Deux de ses expositions ont été présentées en duo en France : la première en 2019 avec Veronika Teuber « Convergence » dans le lieu la Bergerie située dans le village de Moutier-d'Ahun en Creuse ; la seconde avec Françoise Paressant « Résonances colorées » dans la galerie Chevalier, rue de Bourgogne à Paris.
En 2021, une exposition personnelle « Nus vulnérables et révoltés » lui est proposée par la mairie d'Aubusson à l’occasion de manifestations estivales traditionnelles et pour célébrer l’anniversaire des 150 ans de la Commune de Paris de 1871. « Figuration critique de nos sociétés », cette exposition d'un artiste lui-même vulnérable et révolté a été présentée dans le lieu prédestiné, La bourse du travail située dans la mairie de la ville. À la suite de cette exposition, le maire, Michel Moine et la Ville d'Aubusson acquièrent trois dessins sous la forme d’un triptyque, dessins accompagnés de textes clairement chargés politiquement et humainement.		
Daniel Riberzani suit en 2021 le tissage d’une tapisserie Chou hybride 2020 dans l’atelier de Catherine Bernet à Felletin en Creuse, commande d’une collectionneuse renommée. Enfin, la ville d’Aubusson lui a également commandé en 2021 dans le cadre des tissages et collections municipales, une tapisserie L’Air de la série des « Paysages événements », tissée sur les métiers de la ville. Cette tapisserie L’Air d’une dimension de 2,50 x 2,50 m fera partie d’une tenture : « Les 4 éléments » jusqu'alors dispersée et incomplète. L’Air appartiendra donc au fond communal.

## Expositions principales

### Peintures
- 1970 - CNCE, New York, Los Angeles.
- 1974 - Galerie L 55, Paris.
- 1981 - Galerie Dyansen, New York.
- 1981 - Galerie CA, Dusseldorf, Allemagne.
- 1988 - Galerie de Francony, Paris.
- 1989 - Galerie Evelyne Shaeffer, Akron, Usa.
- 1991 - Galerie de Francony, Paris.
- 2004 - Galerie Wam, Caen.
- 2008 - « Riberzani, Peintures Intimes » 1989-1999, SYN’ART, Paris.
- 2013 - « Riberzani » chez Olivier Forgues, Paris.
- 2014 - « Riberzani », Galerie 89, Paris.
- 2015 - BMW - Charles Pozzi, Paris.
- 2016 - Galerie AM'Carta, Aubusson.
- 2016 - Galerie Kron, Rancon.
- 2016 - « Des éléments à l’intime », Hôtel de ville d'Aubusson.
- 2019 - « Convergence », D. Riberzani et V. Teuber, La bergerie, Le Moutier-d’Ahun, Creuse.
- 2021 - « Nus vulnérable et révoltés - Dessins », Hôtel de ville d’Aubusson.

### Tapisserie
- 1984 - « Histoire d’une Tapisserie », Musée Départemental de la Tapisserie, Aubusson & Musée des Beaux Arts à Arras.
- 1987 - « Histoire du Monde », Pinton Manufacture, Paris.
- 1988 - Musée départemental de la Tapisserie d'Aubusson.
- 1988 - Musée municipal de Sedan.
- 1990 - Triennale Internationale de Tournai.
- 1998 - « Tapisserie, Cartons, Peintures » Domaine de Madame Elisabeth, Versailles.
- 2010 - Galerie Chevalier « Vie rêvée, Vie tissée », Paris.
- 2016 -  Galerie AM'Carta, Aubusson.
- 2016 -  Galerie Kron, Rancon.
- 2016 -  Hôtel de ville d'Aubusson.
- 2017 - « Le Feu » présenté dans le hall de l’hôtel de ville d’Aubusson.
- 2020 - « Résonances colorées », F. Paressant / D. Riberzani, Galerie Chevalier, Paris.

## Commandes et collections publiques (Sélection)

### Peintures
- Fonds national d'art contemporain, Paris.
- Fonds régional d’art contemporain, Basse-Normandie.
- Fresques Murales et Colonne du Bicentenaire, Hôtel de ville Hérouville-Saint-Clair.

### Tapisseries
- Mobilier National (Manufacture des Gobelins), Paris.
- Musée Départemental de la Tapisserie, Aubusson.
- « La Musique et la Danse », Courbevoie.
- Crédit Lyonnais, Agence Centrale de Paris, commande murale au point noué.
- Assemblée nationale, Paris, commande Vox.

## Filmographie
- 1983 : Deux films de Christian Riberzani. « La rencontre du cannibale et des carnassiers » et « La grande raie et ses fans ».
- 1993 : « La Musique et la Danse à Courbevoie », de Daniel Jaylet.
- 1994-1995 : Vidéoclips de Bruno Troulet.
- 1996 : CD-Rom de F. Dufour & B. Troulet « Tapisseries, Peintures ».
- 2003 : « Regards » - Film rétrospectif de Jean-Pierre Noury et Bruno Troulet sur  le travail de D. Riberzani.
- 2008 : « Ta vie, c'est ma vie », film de Jean-Luc Raynaud.
- 2020 : « 1 minute, 1 œuvre | La rencontre du cannibale et des carnassiers de Daniel Riberzani ».
- 2022 : « Daniel Riberzani, sa vocation en miroir avec sa vie »  en cours de tournage. Film de Jean-Pierre Noury.
- 2022 : « Chou hybride 2020 - une vraie histoire », film de Jean-Pierre Noury.